# Oscar Osthoff

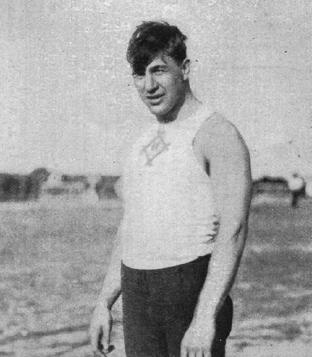
Oscar Osthoff (1904)

Oscar Paul Osthoff  (* 23. März 1883 in Milwaukee; † 9. Dezember 1950 in Indianapolis) war ein US-amerikanischer Gewichtheber und Schwimmer.
Bei den Olympischen Spielen 1904 in St. Louis gewann er die Goldmedaille im einarmigen Mehrkampf im Gewichtheben. In diesem Wettbewerb mussten zehn verschiedene Übungen mit einem Arm absolviert werden, die von Kampfrichtern bewertet wurden. Im beidarmigen Gewichtheben, bei dem allein das gehobene Gewicht zählte, wurde Osthoff Zweiter hinter dem Griechen Perikles Kakousis.
Trotz seiner olympischen Medaillen war Osthoff als Schwimmer weitaus bekannter. Er schwamm in Kurzstreckenrennen für den Milwaukee AC und die University of Wisconsin. 1907 erzielte er einen neuen Rekord bei den Meisterschaften der Colleges. Noch 1923 gewann er die Staatsmeisterschaften von Wisconsin. Neben seiner beruflichen Tätigkeit als Ingenieur trainierte er auch Football- und Leichtathletik-Mannschaften an der Washington State University.